# Ингороква, Павел Иессеевич
Павел Иессеевич Ингороква (груз. პავლე იესეს ძე ინგოროყვა; 1 января 1893 года, Поти — 20 ноября 1983 года, Тбилиси) — грузинский историк, филолог и меценат.

## Биография
Начальное образование получил дома занимаясь (вместе с будущим академиком Г. Читая) под руководством студента Новороссийского университета Е. Г. Бокерия историей, литературой, алгеброй и др. предметами. Продолжил учёбу во Владикавказской классической мужской гимназии. В 1912 году поступил на историко-филологический факультет С.-Петербургского университета, однако в 1915 году из-за перенесённого туберкулеза оставил учёбу и вернулся в Грузию.
Участник собора, провозгласившего автокефалию Грузинской православной церкви (1917), вошёл в патриарший совет. Один из инициаторов создания в октябре 1917 года Союза писателей Грузии. 26 мая 1918 года подписал Декларацию независимости Грузии.
Противник присоединения Грузии к Советской России, в феврале 1921 года в знак протеста против присоединения вместе с писателем К. Гамсахурдия, искусствоведом В. Котетишвили и поэтом А. Абашели облачился в траур (траурные чохи), который носил несколько месяцев.
Учредитель и редактор журналов «Кавкасиони» (Кавказ) и «Ахали Кавкасиони» (Новый Кавказ) (1924—1925), издательства «Сакартвелос цигни» (Грузинская книга). С 1929 по 1939 год руководил отделом рукописей в Государственном музее Грузии. 
Стал членом Академической ассоциации писателей (1925), занимавшей антисоветские позиции, и в начале 1930-х годов был исключён из Союза писателей Грузии, но в дальнейшем репрессиям не подвергался. Принимал участие в подготовке доклада о грузинской литературе для М. Г. Торошелидзе — делегата от Грузии на I Всесоюзном съезде советских писателей (1934).
Член организационного комитета по проведению мероприятий к 750-летию создания «Витязя в тигровой шкуре» (1937).
Похоронен в Дидубийском пантеоне писателей и общественных деятелей

## Научные интересы
В 1912 году при содействии Историко-этнографического общества Грузии изучал скриптории и библиотеки ряда монастырей (Мартвили, Джручи, Гелати, Убиси, Удабно), о чём 8 февраля 1913 года представил отчёт собранию общества.
В 1918 году на Константинопольской конференции, посвященной проблемам Кавказа и прошедшей с участием представителей государств Закавказья и Северного Кавказа, выступил с докладом «О территориальном разделе государств Кавказа», содержащий исторический обзор территориальных владений Грузии.
Занимался грузинской гимнографией. Обнаружил 1217 разновидностей древней грузинской строфики.
Возвратил в современную литературу поэтическое наследие царицы Тамары, опубликовал многочисленные труды, посвящённые творчеству грузинских писателей и поэтов Ш. Руставели, Н. Бараташвили, А. Церетели, И. Чавчавадзе, В. Орбелиани, В. Пшавелы, открыл новые имена — Григорий Хандзтели и Георгий Мерчуле.
Взгляды Ингороквы на историю Грузии подвергались критике.

## Память
В 2009 году Институтом грузинской литературы им. Шота Руставели учреждена премия имени Ингороквы, которая присуждается 2 раза в год по номинациям «Научная статья», «Научная монография» и «Перевод научной книги (на груз. яз.)»
Именем П. Ингороквы названа улица Тбилиси.
Мемориальная доска в Тбилиси (ул. Ингороква, 14)